# Seminole, Oklahoma
Seminole är en stad (city) i Seminole County i delstaten Oklahoma i USA. Staden hade 7 146 invånare, på en yta av 36,91 km² (2020).